# Первинний спирт
Первинний спирт - це спирт, у якому гідроксильна група зв'язана з первинним атомом вуглецю. Його також можна визначити як молекулу, що містить групу “–CH2OH”. Вторинний спирт має формулу “–CHROH”, а третинний спирт має формулу “–CR2OH”, де «R» означає групу, що містить вуглець.
Приклади первинних спиртів включають етанол, пропанол, 1-бутанол та інші. Метанол також зазвичай розглядається як первинний спирт.
Первинні спирти окислюються до альдегідів, а альдегіди далі окислюються до карбонових кислот. Етанол може бути окислений до етаналю і далі до етанової кислоти. Метанол в метаналь і далі в метанову кислоту.